# Berkeley, Kalifornija
Berkeley je mesto v okrožju Alameda na vzhodni obali Zaliva San Francisca v ameriški zvezni državi Kaliforniji. Na jugu meji na mesti Oakland in Emeryville, na severu na Albany in mestece Kensington, vzhodno proti notranjosti pa se razprostira redkeje poseljeno Berkeleyjsko hribovje. Po oceni iz leta 2018 je imel Berkeley več kot 121.000 prebivalcev.
Širše je Berkeley znan predvsem kot visokotehnološko izobraževalno in raziskovalno središče. Tu se nahaja kampus Univerze Kalifornije v Berkeleyju, najstarejše članice sistema Univerze Kalifornije in ene najuglednejših univerz na svetu, ki upravlja Narodni laboratorij Lawrence Berkeley ter več drugih raziskovalnih inštitutov v mestu. Poleg tega je znan po hipijevskem gibanju, ki se je v Berkeley razširilo iz San Francisca in doživelo svoj razmah konec 1970. let, kar se mestu pozna še danes.
Ozemlje Berkeleyja je bilo prvič naseljeno sredi 19. stoletja pod imenom Ocean View. Nekaj let kasneje ga je za lokacijo kampusa izbral Kolidž Kalifornije iz Oaklanda, iz katerega je z nekaj združitvami nastala Univerza Kalifornije. Kampus, odprt leta 1873, so poimenovali Berkeley po irskem škofu in filozofu Georgeu Berkeleyju. Po katastrofalnem potresu v San Franciscu leta 1906 se je sem priselilo veliko ljudi z druge strani zaliva, dodatno pa je območje pridobilo na privlačnosti pred drugo svetovno vojno, ko je bil zgrajen most do San Francisca in omogočil dnevne migracije v velemesto.